# Infini
Infini è il dodicesimo album in studio della band canadese Voivod, il terzo con Jason Newsted, ex bassista dei Metallica. È stato pubblicato nel 2009. I membri della band hanno dichiarato che Infini sarà l'album di congedo dei Voivod, a cui non seguirà alcuna altra pubblicazione in studio. Tale dichiarazione è stata comunque smentita dalla pubblicazione dell'album Target Earth nel 2013.

## Tracce
1. God Phones – 5:07
2. From the Cave – 2:55
3. Earthache – 3:21
4. Global Warning – 4:41
5. A Room with a V.U. – 4:50
6. Destroy After Reading – 4:27
7. Treasure Chase – 3:38
8. KRAP Radio – 3:45
9. In Orbit – 4:12
10. Deathproof – 3:35
11. Pyramidome – 4:28
12. Morpheus – 5:32
13. Volcano – 7:39

## Formazione
- Denis Bélanger  - voce
- Jason Newsted - basso
- Michel Langevin  - batteria
- Denis D'Amour  - chitarra